# جنسنغ سوباخي
جنسنغ سوباخي (الاسم العلمي:Panax sokpayensis) هو نوع من النباتات يتبع جنس الجنسنغ من الفصيلة الأرالية.